# 歩兵第61連隊
歩兵第61連隊（ほへいだい61れんたい、歩兵第六十一聯隊）は、大日本帝国陸軍の連隊のひとつ。

## 沿革
- 1905年（明治38年）
  - 第4師団と第10師団の各連隊から抽出して編成される。
  - 8月8日 - 軍旗拝受。
- 1907年（明治40年）
  - 3月 - 帰還。
  - 3月11日 - 大阪府泉北郡高石村に移転[1]。
- 1908年（明治41年）3月 - 第4師団隷下となる。
- 1909年（明治42年）3月17日 - 大阪から和歌山県海草郡湊村に移転[2]。
- 1937年（昭和12年）4月 - 満州に駐留、遼陽や佳木斯に駐屯。
- 1940年（昭和15年）6月 - 華中に転進、湖北省などで作戦する。
- 1942年（昭和17年）2月 - フィリピンへ転進、バターン半島やコレヒドール島の戦いなどに参加。
- 1943年（昭和18年）10月 - スマトラ島中部の警備に就く。
- 1944年（昭和19年）
  - 6月 - ビルマに転戦、撤退中の部隊を援護しつつ最後尾で激戦を繰り広げる。その後ナコンナヨク北方のドリアン山にて陣地構築する。
- 1945年（昭和20年）
  - 8月 - 終戦。

## 歴代連隊長
| 代 | 氏名       | 在任期間               | 備考           |
| -- | ---------- | ---------------------- | -------------- |
| 1  | 中村無一   | 1905.7.17 -            |                |
| 2  | 三上徳治   | 1906.1.15 - 1910.11.30 | 中佐、大佐昇進 |
| 3  | 吉永狂義   | 1910.11.30 - 1915.9.21 |                |
| 4  | 香椎秀一   | 1915.9.21 -            |                |
| 5  | 吉岡顕作   | 1917.4.5 - 1918.7.24   |                |
| 6  | 武島嘉三郎 | 1918.7.24 - 1921.7.20  |                |
| 7  | 神尾直次   | 1921.7.20 -            |                |
| 8  | 瀬川章友   | 1924.12.15 -           |                |
| 9  | 谷寿夫     | 1927.3.5 -             |                |
| 10 | 金子因之   | 1928.5.10 -            |                |
| 11 | 尾高亀蔵   | 1931.8.1 -             |                |
| 12 | 中山保三郎 | 1932.8.8 -             |                |
| 13 | 鈴木春松   | 1933.9.18 -            |                |
| 14 | 飯村穣     | 1935.3.15 -            |                |
| 15 | 倉石忠一郎 | 1937.3.1 -             |                |
| 16 | 岩佐俊     | 1938.7.15 -            |                |
| 17 | 鵜沢尚信   | 1940.7.1 -             |                |
| 18 | 佐藤源八   | 1941.10.15 -           |                |
| 19 | 門松正一   | 1945.6.8 -             |                |
| 末 | 駒沢貞安   | 1945.8.16 -            |                |